# Németh István (belsőépítész)
Németh István  (Budapest, 1923. szeptember 25. - 2007. július 24.) magyar bútortervező, belsőépítész, az Iparművészeti Főiskola donse, majd tanszékvezetője. Ybl-díjas.

## Életpályája
A Magyar Iparművészeti Főiskolán folytatta tanulmányait Kaesz Gyula és Weichinger Károly tanítványaként. 1947-1948 folyamán  magángyakorlatot folytatott, majd a Magyar Kommunista Párt építési osztályának tervezője, 1948 és 1950 között az árumintavásár kiállítási központ tervezője volt, 1950 és 1977 között a KÖZTI belsőépítész tervezője, műteremvezető. 1958-tól a Magyar Iparművészeti Főiskola tanára, 1977-1984 között tanszékvezető. 
A budai várpalota-komplexum belsőépítészeti irányító tervezője volt

## Díjai, elismerései
- 1958: Ybl Miklós-díj;
- 1968: Munkácsy-díj;
- 1978: érdemes művész;
- 1983: kiváló művész;
- 1996: Magyar Alkotóművészek Országos Egyesülete díja.

## Művei
- kereskedelmi és kulturális kiállítások pavilonjai: [[Prága], Bécs, Utrecht, Párizs, Moszkva, Zágráb, Hannover; a magyar pavilonbelső a brüsszeli világkiállításon
- 1960 és 1970 között:  középületek belsői: Művelődési Ház, Sopron;
- a Népstadion toronyépülete,
- Színház, Nyíregyháza;
- MTA székház, budai Vár; Pest Megyei Bíróság;
- vendéglátó épületek belsői: keszthelyi, csopaki, balatonfüredi csárda, a Hungária Kávéház rekonstrukciója
- 1970  és 1980 között: kulturális épületek belsői: Magyar Nemzeti Galéria, Budapest; Budapesti Történeti Múzeum, Budapest; Vármúzeum, Simontornya;  Beethoven Múzeum, Martonvásár.
- Szállodák: Palatinus Szálló, Sopron; Rába Szálló rekonstrukciója, Győr; Budapest Szálló közösségi terei; Átrium Hyatt Szálló közösségi és vendégterei, Budapest; Lidó-Marina Szálló, Balatonfüred,
- 1980-1992: banképületek: az Állami Fejlesztési Bank rekonstrukciója; a Budapest Bank Király utcai épülete; Értéktőzsde, Budapest